# Джо ел Скотт
Джо ел Скотт (англ. Jo el Scott; 25 березня 1971) — американський професійний боксер, призер чемпіонату світу серед аматорів.

## Аматорська кар'єра
На чемпіонаті світу 1993 завоював бронзову медаль.
- В 1/8 фіналу переміг Мирослава Гавенчака (Словаччина) — RSC 2
- В чвертьфіналі переміг Адалята Мамедова (Азербайджан) — RSCH 2
- В півфіналі програв Роберто Баладо (Куба) — 0-8

## Професіональна кар'єра
Дебютував на профірингу 1993 року і впродовж 1993—1996 років здобув 17 перемог поспіль, після чого Скотт, який у минулому мав проблеми зі зловживанням наркотиками, був засуджений за зґвалтування та відбув чотири роки у в'язниці.
Повернувшись на ринг у 2000 році, здобув чотири перемоги й зазнав двох поразок. Бій 26 серпня 2003 року виявився останнім для Скотта, оскільки його засудили за вбивство у 2004 році. Від 23 березня 2005 року відбуває довічне ув'язнення без умовно-дострокового звільнення